# Фосфіноксиди
Фосфіноксиди — хімічні сполуки типу R3P+–O– ↔ R3P=O (R = Alk, Ar). Атом оксигену може в них бути замінений на сульфур (з P2S5). Дають комплексні сполуки з кислотами та солями важких металів. Використовуються як екстрагенти трансуранових та рідкісноземельних елементів, каталізатори в синтезі поліуретанів.